# Amburana cearensis
Amburana cearensis är en ärtväxtart som först beskrevs av Allemao, och fick sitt nu gällande namn av Albert Charles Smith. Amburana cearensis ingår i släktet Amburana och familjen ärtväxter. IUCN kategoriserar arten globalt som starkt hotad. Inga underarter finns listade i Catalogue of Life.

## Bildgalleri

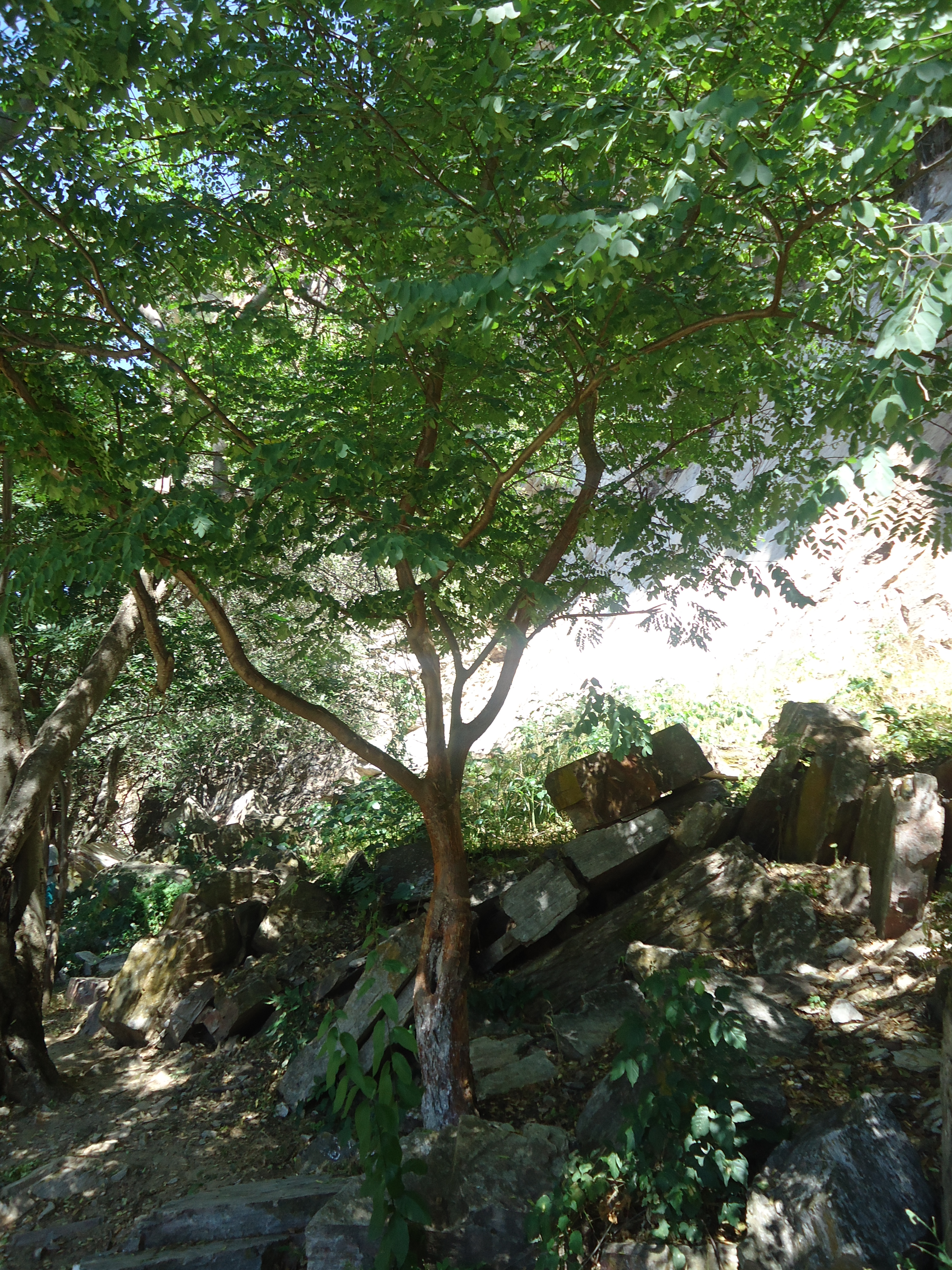
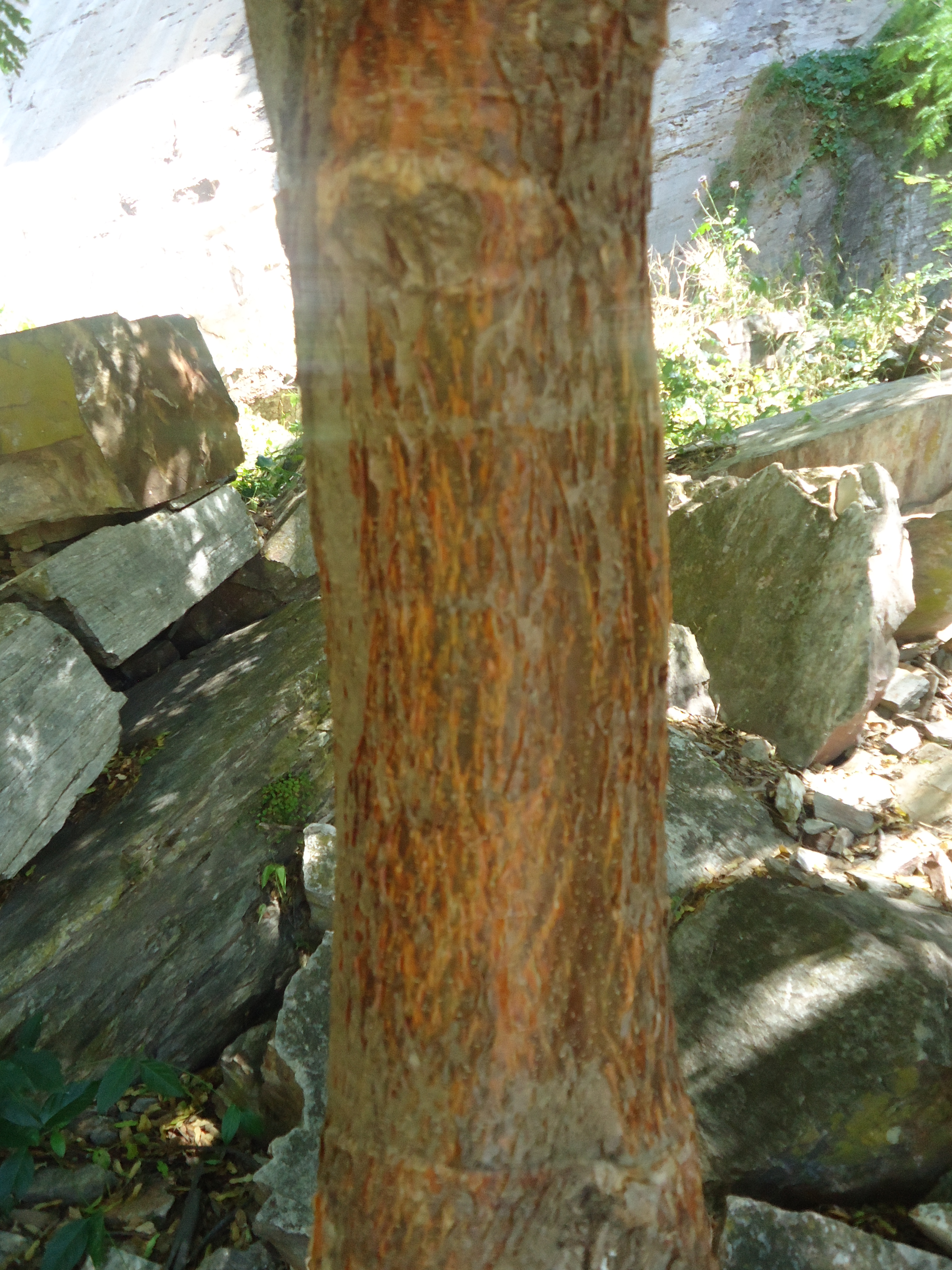